# 楔形藻目
楔形藻目（学名：Licmophorales）为硅藻纲的一个目。

## 下级分类
本目包括以下科：
- 楔形藻科 Licmophoraceae
- Ulnariaceae